# Жилгородок (Ломоносовский район)
Жилгородок (фин. Lukkala) — посёлок в Низинском сельском поселении Ломоносовского района Ленинградской области.

## История
В декабре 1852 года по распоряжению императора Николая I на Бабигонских высотах было начато строительство деревни Мишино из 8 крестьянских дворов. Название своё получила в честь Михаила Николаевича.

МИШИНО — деревня Петергофского дворцового правления, по просёлочной дороге, число дворов — 8, число душ — 23 м. п. (1856 год)

Согласно «Топографической карте частей Санкт-Петербургской и Выборгской губерний» в 1860 году деревня Мишино насчитывала 8 крестьянских дворов.

МИШИНО — деревня удельная при пруде и колодце, число дворов — 8, число жителей: 27 м. п., 41 ж. п. (1862 год)

В 1885 году деревня Мишино также насчитывала 8 дворов.
В конце XIX века деревня входила в состав Ропшинской волости 1-го стана Петергофского уезда Санкт-Петербургской губернии, в начале XX века — 2-го стана. По приходским данным население деревни было исключительно финским.
К 1913 году количество дворов в деревне Мишино увеличилось до 13.
Согласно данным переписи населения СССР 1926 года в деревне Мишино Мишинского сельсовета Стрельнинской волости Троцкого уезда проживали 90 человек — все финны, кроме одной русской семьи.
По данным 1933 года деревня называлась Мишино и входила в состав Бабигонского финского национального сельсовета Ораниенбаумского района.

Деревня Мишино на карте 1940 года

Согласно топографической карте РККА 1940 года деревня насчитывала 26 дворов.
По данным 1966 года деревня называлась Жилгородок и входила в состав Бабигонского сельсовета.
По данным 1973 и 1990 годов посёлок Жилгородок входил в состав Бабигонского сельсовета.
В 1997 году в посёлке Жилгородок Бабигонской волости проживали 859 человек, в 2002 году — 597 человек (русские — 86 %), в 2007 году — 860.

## География
Посёлок расположен в северо-восточной части района на автодороге 41К-247 (Новый Петергоф — Сашино), к юго-востоку от административного центра поселения деревни Низино.
Расстояние до административного центра поселения — 2 км.
Расстояние до ближайшей железнодорожной станции Новый Петергоф — 6 км.
Посёлок находится на правом берегу реки Чёрная.

## Демография
| 1862 | 2002 | 2007 | 2010 | 2017 |
| ---- | ---- | ---- | ---- | ---- |
| 68   | ↗597 | ↗860 | ↗897 | ↘721 |

## Инфраструктура
В посёлке находятся учебный центр Военно-морского инженерного института[обновить данные], семь пятиэтажных трёхподъездных «панелек», несколько магазинов, в частности «Магнит», парикмахерская, гаражи, огороды, хоккейная «коробка» без трибун, две детские площадки.

## Транспорт
Автобусные маршруты
- 360 Петергоф, вокзал — Университетский проспект (перевозчик — ООО «Вест-Сервис», оплата наличными не принимается);

- 639Б Жилгородок —   «Проспект Ветеранов» (перевозчик — ООО «Такси»);
- 653 Лаголово — Ломоносов, вокзал (перевозчик — ООО «Вест-Сервис»).

## Улицы
Санинское шоссе.